# Barstow (San Bernardino County, Kalifornien)
Barstow ist eine Stadt  im San Bernardino County des US-Bundesstaats Kalifornien.
Das U.S. Census Bureau hat bei der Volkszählung 2020 eine Einwohnerzahl von 25.415 ermittelt. Sie liegt am Fuße des Calico-Gebirges in der Mojave-Wüste, ungefähr auf halbem Weg zwischen den Großstädten Los Angeles und Las Vegas. Das Stadtgebiet umfasst eine Fläche von 87 Quadratkilometern.

## Geschichte

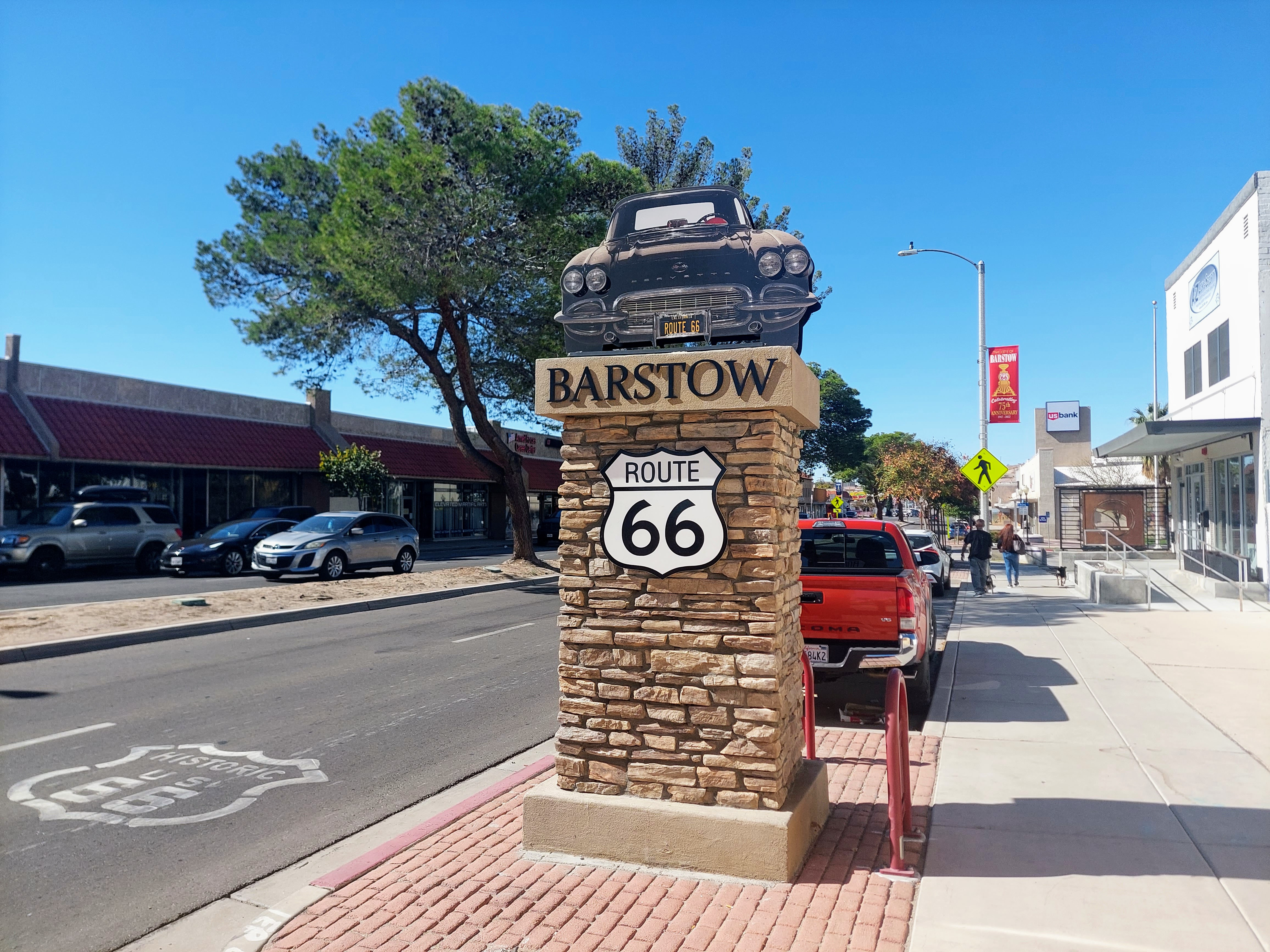
Main Street

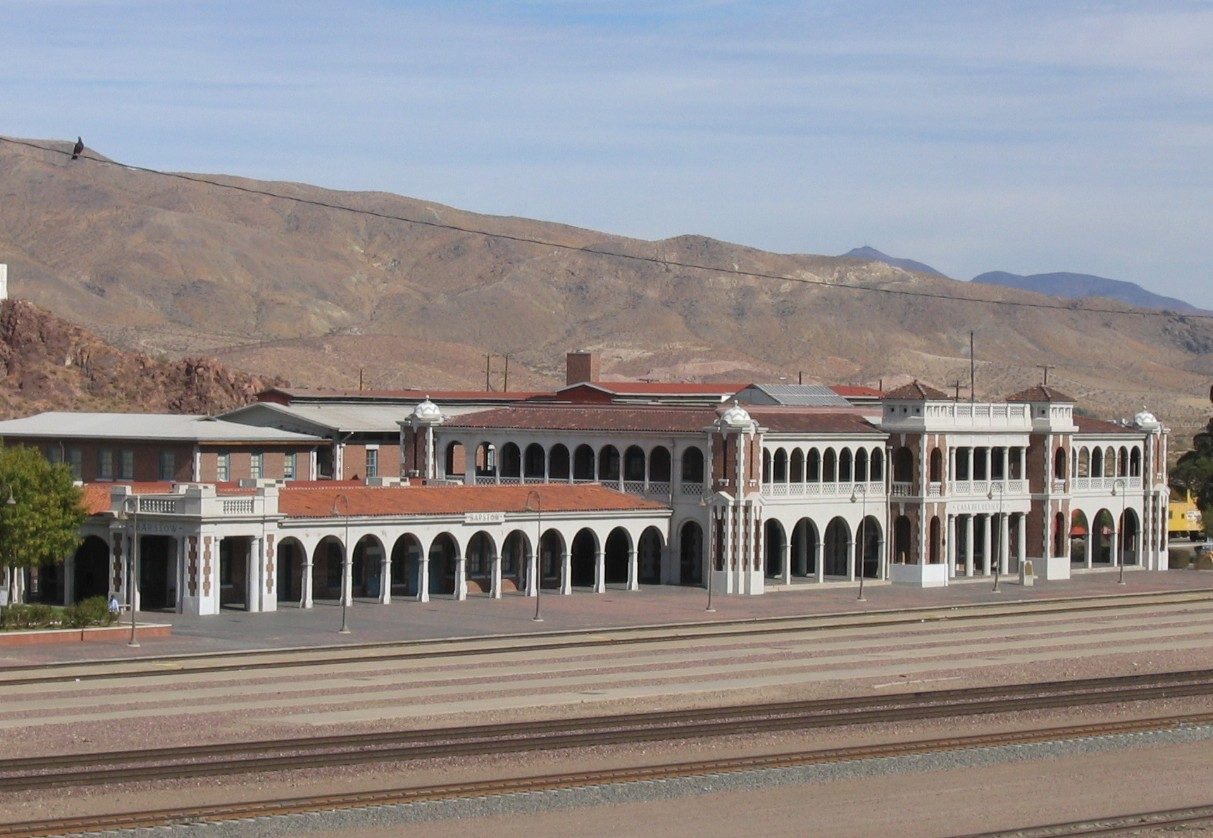
Bahnhof Barstow

Die Stadt wurde nach dem Präsidenten der Santa-Fe-Eisenbahngesellschaft, William Barstow Strong, benannt.
Auch heute noch wird der Ort von der Eisenbahn geprägt, im Norden erstreckt sich über acht Kilometer der Rangierbahnhof „Barstow Yard“ der BNSF Railway. Barstow befindet sich an der Kreuzung der Interstate 15 und der Interstate 40, die hier ihren Anfang nimmt. Die historische Route 66 verlief vor ihrer Aufgabe durch den Ort.
Zuerst war der Ort ein Fundort für Gold und Silber, ein Jahrzehnt später folgte der wirtschaftliche Aufschwung.
Sehenswürdigkeiten sind unter anderem:
- Militärgebiet Fort Irwin (National Training Center)
- Geisterstadt Calico 17 Kilometer östlich
- Early Man Museum für alte Steinwerkzeuge, Artefakte der Bergbauzeiten
- Mojave River Museum für Mineralien Show, archäologische Funde, Indianerartefakte
- Historischer Bahnhof Harvey House Railroad Depot, errichtet 1911

## Politik
Die Stadt wird von einem fünfköpfigen City Council, bestehend aus vier Stadträten und dem Bürgermeister, regiert. Die Amtszeit der Mitglieder beträgt vier Jahre, wobei alle zwei Jahre jeweils zwei Stadträte neu gewählt werden.

## Söhne und Töchter der Stadt
- Jeanne Crain (1925–2003), Schauspielerin
- Stan Ridgway (* 1954), Musiker
- Paul Salopek (* 1962), Journalist und zweifacher Gewinner des Pulitzer-Preises
- Spoon Jackson (* 1957), wegen Mordes lebenslänglich inhaftierter Schriftsteller und Dichter